# 빈센조 (드라마)
빈센조는 2021년 2월 20일부터 2021년 5월 2일까지 방영된 tvN 토일 드라마이다.

## 기획의도
조직의 배신으로 한국으로 오게 된 이탈리아 마피아 변호사가 베테랑 독종 변호사와 "악은 악으로 처단한다"라는 마음을 가지고 함께 마피아의 방식으로 악당을 쓸어버리는 이야기

## 제작진

### 연출
- 김희원 : MBC 주말특별기획드라마 《내 생애 마지막 스캔들》(책임프로듀서), MBC 저녁 일일연속극 《사랑해 울지마》(책임프로듀서), MBN 저녁 일일시트콤 《왔어 왔어 제대로 왔어》(연출), MBC 수목미니시리즈 《보고싶다》(책임프로듀서), MBC 수목미니시리즈 《운명처럼 널 사랑해》(책임프로듀서), MBC 2014 드라마페스티발 《오래된 안녕》(연출), MBC 수목미니시리즈 《맨도롱 또똣》(공동연출), MBC 월화 특별기획드라마 《화려한 유혹》(공동연출), MBC 일일 특별기획드라마 《황금주머니》(공동연출), MBC 주말 특별기획드라마 《돈꽃》(연출), tvN 월화미니시리즈 《왕이 된 남자》(연출), tvN 드라마 《작은 아씨들》(연출) 등 연출 )

- 함승훈

### 극본
- 박재범 : ( 영화 《씨어터》(각본&감독), KBS 2TV 드라마시티 《팬티모델》(집필), KBS 2TV 드라마시티 《S대 법학과 미달사건》(집필), OCN 금요드라마 《신의 퀴즈 1》(집필), OCN 금요드라마 《신의 퀴즈 2》(집필), OCN 일요드라마 《신의 퀴즈 3》(집필), KBS 2TV 월화드라마 《굿 닥터》(집필), OCN 일요드라마 《신의 퀴즈 4》(집필), KBS 2TV 드라마스페셜 《원혼》(집필), KBS 2TV 월화드라마 《블러드》(집필), KBS 2TV 수목드라마 《김과장》(집필), OCN 수목드라마 《신의 퀴즈 : 리부트》(크리에이터), 영화 《여곡성》(각본), SBS 금토드라마 《열혈사제》(집필) 등 집필 )

## 등장 인물
- (†) 표시는 드라마 상에서 최종적으로 사망한 인물이다.

### 주요 인물
- 송중기 (아역 김시우) : 빈센조 까사노 역 - 이탈리아 마피아 '까사노 패밀리'의 콘실리에리였으며, 현재는 까사노 패밀리 보스. 냉혈한 전략가이며 완벽한 포커페이스의 소유자. 차영의 연인.
- 전여빈 : 홍차영 역 - 前 '우상'의 변호사, 現 '법무법인 지푸라기'의 변호사. 죽은 홍유찬 변호사의 딸. 빈센조의 연인.
- 옥택연 : 장준우/장한석 역 † - 바벨그룹의 '진짜' 회장, 한서의 이복형. 러시아의 마피아들이 사용하는 속죄의 창이 몸을 파고들어 고통스러워 한다. 숨이 조금 붙어 있었지만, 산채로 까마귀들의 밥이 된다.

### 법무법인 우상
- 조한철 : 한승혁 역 † - 최고의 스펙을 가진 국내 최고 로펌 법무법인 '우상'의 전 대표이자 변호사. 남동부지검 지검장. 최종화에서 장한석에게 '가서 동생 말 동무나 해줘'라는 말을 듣고 괴한 2명에게 칼을 맞고 숨진다.
- 김여진 : 최명희 역 † - 법무법인 '우상'의 최고 시니어 변호사. '우상'의 대표. 줌바 댄스 노래를 들으며 화형을 당한다.

### 금가프라자
- 윤병희 : 남주성 역 - '법무법인 지푸라기'의 사무장.
- 양경원 : 이철욱 역 - 아저씨 전당포의 사장. 연진의 남편. 올림픽 레슬링 금메달 리스트. 달래의 아빠.
- 서예화 : 장연진 역 - 철욱의 아내. 올림픽 역도 금메달리스트. 달래의 엄마.
- 최덕문 : 탁홍식 역 - 제일 세탁소 사장. 충주 부엉이파 번개가위.
- 김윤혜 : 서미리 역 - 운명 피아노 학원의 원장. 밀실 보안 시스템 프로그래머.
- 이항나 : 곽희수 역 - 영호분식 사장. 전 복싱 플라이급 동양 챔피언.
- 강채민 : 김영호 역 - 희수의 아들
- 권승우 : 채신 스님 역 - 난약사 작은 스님.
- 리우진 : 적하 스님 역 - 난약사 주지 스님.
- 김형묵 : 토토 역 - 본명 백용구, 파스타 전문점 '아르노' 오너 셰프. 충북 진천 출신 천하장사.
- 김설진 : 래리 강 역 - 댄스 교습소 '고스텝' 원장.
- 유재명 : 홍유찬 역 † - '법무법인 지푸라기'의 변호사. '바벨'과 '우상'이 계획한 트럭 사고로 사망.

#### 앤트 채무관리 / 바이바이벌룬
- 김영웅 : 박석도 역 - 前 앤트 채무 관리, 現 바이바이 벌룬의 대표, 내과 간호사 출신, 금가동 뉴트리아
- 이달 : 전수남 역 - 박석도의 오른팔, 금가동 조팝나무
- 정지윤 : 미쓰 양 역 - 본명 양주은. 前 앤트 채무관리, 現 바이바이 벌룬의 회계 담당 직원. 경리치곤 싸움을 잘 한다 (추정)

### 바벨그룹
- 곽동연 : 장한서 역 † - 바벨그룹의 부회장. 준우/한석의 이복동생. 후반부에는 빈센조의 조력자. 빈센조와 차영을 구하려다 한석에 의해 총살.
- 나철 : 나덕진 역 - 바벨건설 투자 개발 팀장.

### 대외안보정보원
- 임철수 : 안기석 역 - 대외안보정보원 해외범죄조직대응팀 이탈리아부 팀장. 현재 대외안보정보원 국장
- 최영준 : 조영운 역 - 前 금가프라자 건물주, 대외안보정보원 블랙 요원/팀장
- 권태원 : 태종구 역 - 대외안보정보원 국제 범죄 대응국 원장

### 남동부지검
- 고상호 : 정인국 역 † - 남동부지검 검사. 전에는 바벨을 고소하려 했지만, 뒷 돈을 받고 바벨의 충실한 부하가 된다. 최종화에서 빈센조에게 목이 졸려 사망한다.
- 서진원 : 황진태 역 - 남동부지검 지검장.
- 황태광 : 서웅호 역 † - 남동부지검 부장검사. 장한석이 남동부지검 지검장을 협박하기 위해 죽였다.

### 그 외
- 윤복인 : 오경자 역 † - 피고인, 빈센조(주형)의 어머니. 한석과 명희가 보낸 킬러에 의해 사망.
- 이도국 : 이황규 역 † - 구슬이들. 최명희 밑에서 온갖 지저분한 일을 도맡아하는 하수인 → 빈센조의 그림자.
- 김태훈 : 표혁필 역 † - 구슬이들. 최명희 밑에서 온갖 지저분한 일을 도맡아하는 하수인 → 빈센조의 그림자.
- 금광산 : 금광진 역 - 박석도가 부른 금탐지 전문가. 반려견 구호대로 활동 중.
- 임성재 : 비류무당 역 - 대창일보 사장이 총애하는 무당.

### 특별 출연
- 양승원 : 서 변호사 역 - 로펌 우상의 성대모사를 잘 해서 자리를 지키는 변호사.
- 진선규 : 김종만 역 - 공항 택시 납치사기단. (1회)
- 이희준 : 종만의 파트너 역 (1회)
- 정순원 : 김현섭 역 - 공항 경찰. (1회)
- 박준건 (유튜브 크리에이터 정육왕) : 빈센조가 계획한 위장 파티의 육류부 주방장. (2회)
- 정영주 : 재판에서 패소 해 기자들에게 화풀이 하는 여자 역. (5회)
- 김진복 : 유민철 역 - 바벨제약 신약개발 연구원. 바벨제약의 내부고발자
- 장태민 : 이충일 역
- 신승환 : 소현우 역 - 바벨화학 산재피해자 대리 변호사. (5회)
- 홍서준 : 길종문 역 - 바벨그룹 자문병원인 해문병원 병원장, 여원의 남편. (7회)
- 차순배 : 허 판사 역 - 바벨화학 산재피해자 재판 담당 판사.
- 심우성 : 이우영 - 바벨화학 근무자. 채신 스님의 친구.
- 안창환 : 길버트 역 - 금가동에서 지내는 노숙인.
- 서태이 : 대외안보정보원 국제팀 요원 역
- 김성철 : 황민성 역 - 신광은행 은행장, 죽은 덕배의 아들. (8회, 20회)
- 김병지 : 유소년 축구팀 코치 역. (7회 특별 출연)
- 임채무 : 무무랜드 사장 역 (8회 특별 출연)
- 전국향 : 신광금융 회장 역 - 민성의 어머니, 죽은 덕배의 아내. (8회, 20회)
- 유연 : 김여원 역 - 길종문 원장의 아내, 소아암센터 이사장. (7회)
- 김남희 : 생방송 '아싸 아침!' 담당 기자 역. (8회)
- 닉쿤 : 준우가 시청하던 UCN 드라마 '똥개와 승냥이의 시간'의 주인공. (12회)
- 황찬성 : 준우가 시청하던 UCN 드라마 '똥개와 승냥이의 시간'의 주인공. (12회)
- 윤경호 : 남신배 역 - 바벨그룹 산하 바벨수호 노조위원회 위원장. (13회)
- 전진오 : 박찬기 역 (13회) - 바벨그룹 비전기획실 팀장
- 이혜정 : 정도희 역 - 라구생 갤러리 관장. 장준우의 비자금 관리를 담당. 빈센조 일행에 의해서 자료를 빼았겼고 장준우의 추궁을 받았다. 이 때문에 도망을 가려했는지 바이바이벌룬에서 대만 입국을 상담 받음. (14회)
- 전진기 : 오정배 역 † - 대창일보 사장. 과거 후계자 싸움을 벌이다가 자신의 형을 살해한 전적이 있다. 자객에 의해 피살 (15회)
- 이경영 : 박승준 역 - 새시대당 국회의원. 유력한 대선후보
- 유태웅 : 김석우 역 - 박승준 의원 비서실장. 한승혁의 선배.
- David Lee : 왕샤오린 역 (1,2,13회)

## 시청률
최저 시청률과 최고 시청률은 시청률 조사회사와 지역별로 시청률에 차이가 있을 수 있습니다.
| 시즌 | 시즌 | 에피소드 번호 | 에피소드 번호 | 에피소드 번호 | 에피소드 번호 | 에피소드 번호 | 에피소드 번호 | 에피소드 번호 | 에피소드 번호 | 에피소드 번호 | 에피소드 번호 | 에피소드 번호 | 에피소드 번호 | 에피소드 번호 | 에피소드 번호 | 에피소드 번호 | 에피소드 번호 | 에피소드 번호 | 에피소드 번호 | 에피소드 번호 | 에피소드 번호 | 평균  |
| 시즌 | 시즌 | 1             | 2             | 3             | 4             | 5             | 6             | 7             | 8             | 9             | 10            | 11            | 12            | 13            | 14            | 15            | 16            | 17            | 18            | 19            | 20            | 평균  |
| ---- | ---- | ------------- | ------------- | ------------- | ------------- | ------------- | ------------- | ------------- | ------------- | ------------- | ------------- | ------------- | ------------- | ------------- | ------------- | ------------- | ------------- | ------------- | ------------- | ------------- | ------------- | ----- |
|      | 1    | 1.948         | 2.389         | 2.098         | 2.587         | 2.447         | 2.893         | 2.429         | 2.755         | 2.364         | 3.024         | 2.439         | 2.840         | 2.871         | 2.884         | 2.628         | 2.754         | 2.719         | 3.109         | 3.075         | 3.841         | 3.380 |

| 제1회       | 2월 20일    | 7.659%  | 8.728%  |
| 제2회       | 2월 21일    | 9.295%  | 10.207% |
| 제3회       | 2월 27일    | 8.121%  | 9.340%  |
| 제4회       | 2월 28일    | 10.215% | 11.201% |
| 제5회       | 3월 6일     | 9.674%  | 10.683% |
| 제6회       | 3월 7일     | 11.082% | 12.165% |
| 제7회       | 3월 13일    | 9.241%  | 9.992%  |
| 제8회       | 3월 14일    | 10.380% | 11.292% |
| 제9회       | 3월 20일    | 9.057%  | 9.729%  |
| 제10회      | 3월 21일    | 11.375% | 12.745% |
| 제11회      | 3월 27일    | 9.311%  | 10.705% |
| 제12회      | 3월 28일    | 10.736% | 12.405% |
| 제13회      | 4월 3일     | 10.815% | 11.555% |
| 제14회      | 4월 4일     | 11.258% | 12.487% |
| 제15회      | 4월 10일    | 10.296% | 11.150% |
| 제16회      | 4월 11일    | 10.572% | 11.600% |
| 제17회      | 4월 24일    | 10.961% | 12.278% |
| 제18회      | 4월 25일    | 12.276% | 13.912% |
| 제19회      | 5월 1일     | 11.854% | 12.659% |
| 제20회      | 5월 2일     | 14.636% | 16.564% |
| 평균 시청률 | 평균 시청률 | 10.441% | 11.570% |

## 참고 사항
- 최양락이 캐스팅 물망에 올랐으나[3] jTBC 《1호가 될 순 없어》 와 같은 시간대(일요일 밤 10시부터 12시까지 편성)란 이유로 고사했다.
- 집필자(박재범)의 전작인 《김과장》 《열혈사제》를 지나치게 답습했다는[4] 혹평이 있었다.
- 지나친 악행 미화[5], 조폭 미화[6] 문제가 제기됐다.

## 결방 사유
- 2021년 4월 17일과 2021년 4월 18일에 방송되는 17회와 18회가 작품의 완성도를 높이기 위해 결방했다.

## 수상 및 후보
| 연도 | 시상식                      | 부문                                     | 수상자(작) | 결과 |
| ---- | --------------------------- | ---------------------------------------- | ---------- | ---- |
| 2021 | 제57회 백상예술대상         | TV부문 남자 최우수연기상                 | 송중기     | 후보 |
| 2021 | 제57회 백상예술대상         | TV부문 연출상                            | 김희원     | 후보 |
| 2021 | 대한민국 올해의 브랜드 대상 | 프로그램 드라마 부문                     | 빈센조     | 수상 |
| 2021 | 대한민국 올해의 브랜드 대상 | 남자배우 부문                            | 송중기     | 수상 |
| 2021 | 제3회 아시아콘텐츠어워즈    | 베스트 크리에이티브                      | 빈센조     | 후보 |
| 2021 | 제3회 아시아콘텐츠어워즈    | 베스트 아시안 티비 시리즈                | 빈센조     | 후보 |
| 2021 | 제3회 아시아콘텐츠어워즈    | 올해의 남자 배우상                       | 송중기     | 후보 |
| 2021 | 제3회 아시아콘텐츠어워즈    | 작가상                                   | 박재범     | 후보 |
| 2021 | 서울드라마어워즈            | 한류드라마 부문 남자연기자상             | 송중기     | 수상 |
| 2021 | 서울드라마어워즈            | 한류드라마 부문 작품상 최우수상          | 빈센조     | 수상 |
| 2021 | 대한민국 대중문화예술상     | 작가 부문 대통령 표창                    | 박재범     | 수상 |
| 2021 | 도쿄드라마어워즈            | 해외드라마 부문 특별상                   | 빈센조     | 수상 |
| 2021 | 대한민국 콘텐츠대상         | 방송영상산업발전유공 문화체육부장관 표창 | 김희원     | 수상 |
| 2021 | Asian Television Awards     | Best Drama Series                        | 빈센조     | 수상 |
| 2022 | 에이판 스타 어워즈          | 남자 연기상                              | 윤병희     | 수상 |
| 2022 | 에이판 스타 어워즈          | 대상                                     | 송중기     | 수상 |

## 수주팔봉

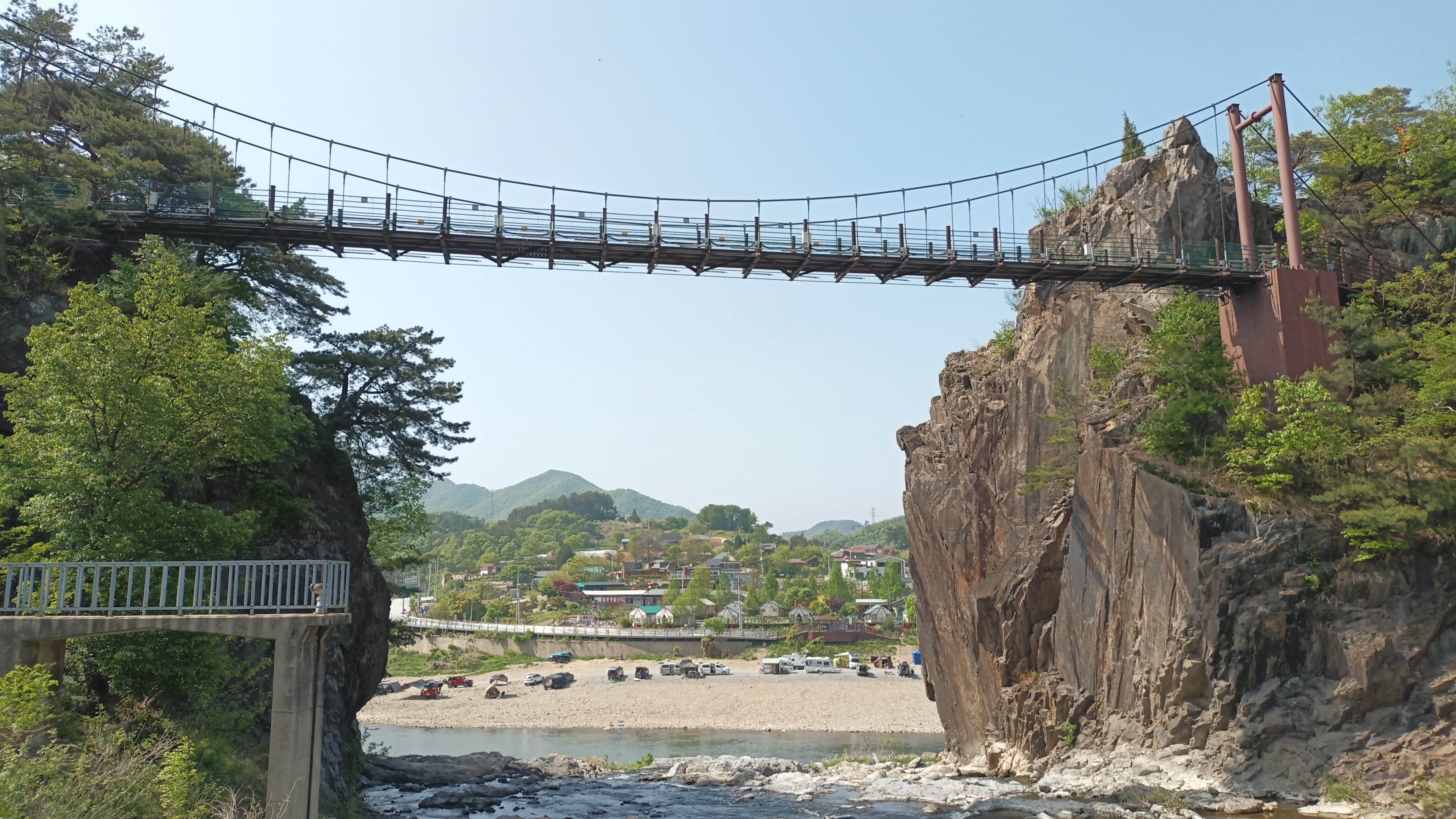
빈센조에 등장한 수주팔봉 칼바위의 모습

수주팔봉은 충주시의 관광지로 달천 하천변에 8개의 봉우리가 솟아 있다. 수주팔봉은 드라마 빈센조에 등장하며 인기가 높아졌는데, 빈센조 17회분에는 빈센조(송중기)와 홍차영(전여빈)이 수주팔봉에 다녀가는 모습이 그려졌다.

## 같이 보기
- 대한민국의 텔레비전 드라마 목록 (ㅂ)
- 2021년 대한민국의 텔레비전 드라마 목록